# Rosbif

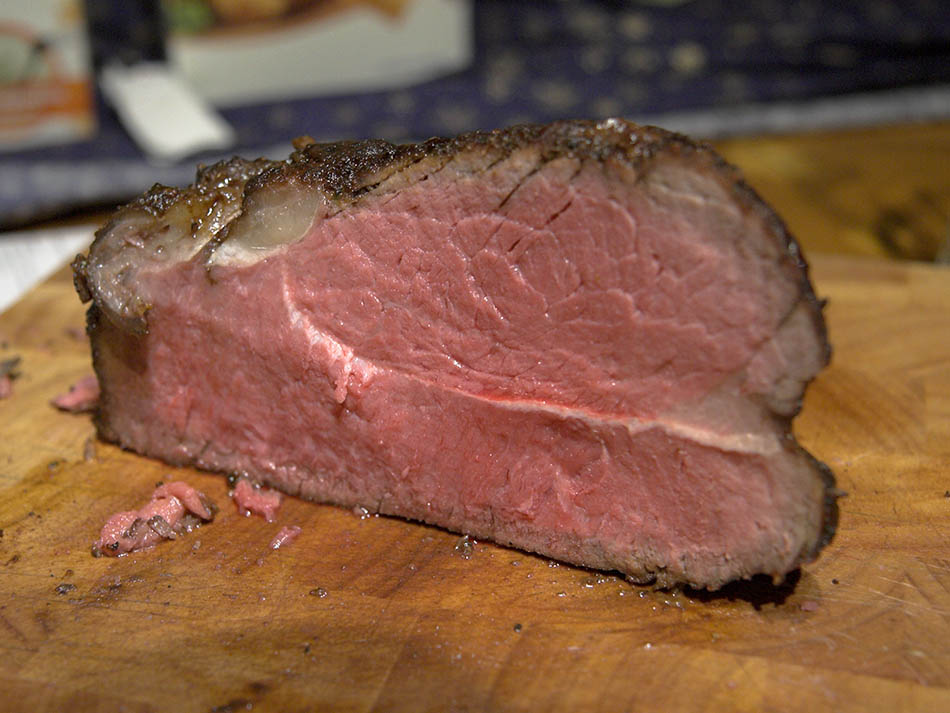
Rosbif després d'haver-ne tallat unes quantes llesques

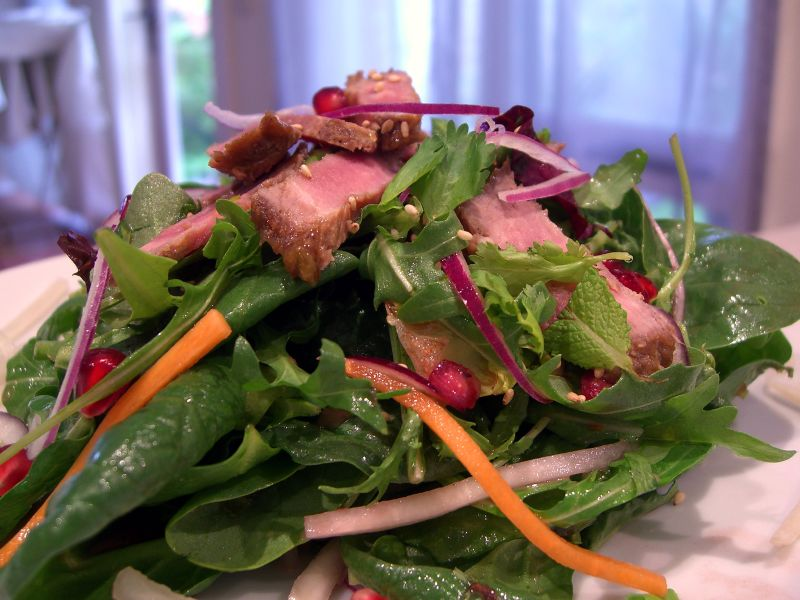
Amanida verda amb trossets de rosbif, grans de magrana i suc de llimona.

El rosbif, de l'anglès "roastbeef" és un plat fet de carn de vaca o bou de qualitat. És un plat tradicional i molt típic de la cuina del Regne Unit.

## Preparació
Es pren un tros tendre de carn sense ossos i es lliga per donar-li forma més o menys cilíndrica. A continuació el tros de carn es fica al forn per rostir. És important que el forn estigui molt calent i que no passi un temps massa llarg, car en un bon rosbif el centre de la peça ha de romandre cru.
Hi han variants en la forma de preparar en les que es lliga el rosbif envoltant el tros de carn amb cansalada.
Hom acompanya aquest plat normalment amb puré de patates i verdures bullides. És comú amanir el rosbif amb pebre negre, mostassa, rave picant o salsa Worcestershire.
Les restes del rosbif són ideals per a preparar sandvitxos i, tallats a trossets, amanides.

## Altres significats
Com el rosbif constitueix un dels símbols del Regne Unit, a França hom utilitza aquest mot per referir-se als anglesos en el llenguatge col·loquial. A Quebec, d'una manera més general, el mot "rosbif" inclou als canadencs no francoparlants i als ciutadans dels Estats Units